# Zombieland
A Zombieland (eredeti címén: Zombieland) egy 2009-es amerikai horrorvígjáték Woody Harrelson és Jesse Eisenberg főszereplésével.

## Történet
A világot ellepték az emberevő zombik. A főiskolai hallgató Columbus (Jesse Eisenberg) Ohioba tart, hogy megkeresse szüleit és legfőképp megtudja élnek-e még. Útja során találkozik Tallahassee-vel (Woody Harrelson), akinek a küldetése, hogy találjon a Twinkie nevű édességből, és hogy minél több élőhalottat újra a túlvilágra küldjön. Együtt utaznak, amikor találkoznak a két testvérrel Wichitá-val (Emma Stone) és Little Rock-kal (Abigail Breslin), akik kirabolják őket és elveszik a fegyverüket és autójukat. A két férfi gyalog indul és hamarosan egy teherautónyi fegyvert találnak. De újra találkoznak a lányokkal, akik megint kifosztják őket. Harmadik találkozásuknál fegyverszünetet kötnek, hogy mindenki megtalálja, amit keres. Így ők négyen neki vágnak az útnak, ami telis-tele van zombikkal.

## Szereplők
- Woody Harrelson – Tallahassee
- Jesse Eisenberg – Columbus
- Emma Stone – Wichita
- Abigail Breslin – Little Rock
- Amber Heard – 406-os
- Bill Murray – önmaga